# 阿拉莫萨河
阿拉莫萨河（英語：Alamosa River）是美国科羅拉多州南部的一条河，长约64英里（103），其流域面积大约148平方英里（380平方），自西向东通过San Luis谷汇入格蘭德河。
这条河的名字在西班牙语里的意思是“白杨的阴影”。